# Via Democràtica
Via Democràtica (en àrab, النهج الديمقراطي Al-Nahy al-Dīmuqrāṭī, o Annahj Addimocrati en la seva transcripció francesa) és un partit polític del Marroc creat el 1995 com un corrent polític operant dins de la legalitat, continuadora de la tradició revolucionària del moviment comunista marroquí, i en particular de l'organització Ilal Amam.
El 2004, quan el partit va ser legalitzat per les autoritats marroquines, el seu Secretari General era Abdallah El Harrif, qui va ser succeït per Mustafá Brahma al juliol de 2012. El partit té 50 seccions locals al Marroc. Membre de la Conferència Internacional de Partits i Organitzacions Marxista-Leninistes.

## Història
Via Democràtica es va constituir el 1995 per membres de l'organització clandestina Ilal Amam, integrada per simpatitzants del Moviment Marxista-Leninista Marroquí, creada en 1970 per dissidents de l'efímer Partit de l'Alliberament i el Socialisme (antic Partit Comunista Marroquí). Van ser objecte d'una dura repressió per part de les autoritats marroquines; milers de militants van ser empresonats (la majoria van rebre sentències de 10 anys de presó); uns altres, com Abdellatif Zeroual - un dels fundadors de Ilal Amam - van morir en centres de tortura o durant les vagues de fam iniciades a la presó per a exigir els seus drets (com Saida Menebhi); uns altres van desaparèixer sense que se sàpiga la veritat sobre les seves destinacions.
Un cop legalitzat, el 1er Congrés Nacional es va celebrar entre el 16 i el 18 de juliol de 2004, mentre que el de la joventut de Via Democràtica es va celebrar entre el 22 i el 24 de desembre de 2006 en el Saló Mehdi Ben Barka de Rabat.
En 2004 el partit va formar una aliança amb el partit Lleialtat a la Democràcia, l'Esquerra Socialista Unificada, el Partit de l'Avantguarda Socialista i el Congrés Nacional Ittihad.
El principal objectiu de Via Democràtica és la construcció del socialisme, amb una societat democràtica que posi fi al capitalisme i a l'explotació humana. El partit critica les "il·lusions d'alternança", referint-se a la presència de la Unió Socialista de Forces Populars (USFP), fins llavors el principal partit de l'oposició, en el govern format en 1998. Via Democràtica ha boicotejat totes les eleccions celebrades des de la seva creació (igual que altres partits marroquins han fet en el passat, com la Unió Nacional de Forces Populars entre 1972 i 2005), ja que no consideren que el règim sigui lliure ni democràtic.
El partit està present en nombroses causes, moviments i lluites:
- En sindicats, comitès en defensa dels serveis socials, moviment de desocupats.
- En defensa dels drets humans, oposant-se a les violacions del règim.
- En la lluita per la democràcia, denunciant l'actual "façana democràtica" a través d'una campanya activa pel boicot electoral, i reclamant eleccions lliures i honestes, amb la base d'una Constitució democràtica redactada per una Assemblea Constituent.
- En la lluita contra la dependència del Marroc, contra el militarisme, la política exterior i econòmica governamental, que consideren subordinada a l'imperialisme.
- En la lluita pel reconeixement de les llengües amazigues i la cultura amazic com a oficials, així com per una major autonomia per a les regions.
- En el suport a les lluites dels pobles, principalment les de Palestina, l'Iraq i el Líban, així com la lluita Israel.
- En el suport a la lluita per l'autodeterminació del poble sahrauí.[4]

Des de les seves primeres aparicions, Via Democràtica va donar suport a les manifestacions del Moviment 20 de Febrer. A l'abril de 2011, Via Democràtica va rebutjar la fórmula oficial per a reformar la Constitució marroquina, i va cridar a l'enfortiment i la consolidació de les mobilitzacions, així com a continuar la lluita per un règim democràtic.
Els militants de Via Democràtica estan presents en les dues principals centrals sindicals del país: la Unió Marroquina de Treballadors (UMT) i la Confederació Democràtica del Treball (CDT), així com en organitzacions no governamentals com l'Associació Marroquina de Drets Humans, la secció d'Attac al Marroc, l'Associació Nacional de Graduats Desocupats al Marroc (ANDCM) i en moviments pels drets de les dones.
La Via Democràtica commemora cada 5 de desembre el "Dia dels Màrtirs", recordant la memòria dels membres d’Ilal Amam assassinats per forces de seguretat i pels quals van morir a la presó per tortures o en vagues de fam durant els coneguts com a Anys de Plom, sota el regnat d'Hassan II.